# Altan Kılıç
Altan Kılıç (* 18. Januar 1996 in Ulubey) ist ein türkischer Fußballspieler.

## Karriere
Kılıç wurde in der Jugend von Orduspor ausgebildet, 2014 erhielt er einen Profivertrag. Sein Debüt als Profi gab er am 19. Spieltag der Saison 2014/15 gegen Adanaspor. Er stand in der Startaufstellung und spielte durch. Das Spiel endete mit 0:0.